# Flut (Salz)
Flut ist ein Begriff aus der Salzwirtschaft. Verstanden wurde darunter in Lüneburger Salinen das Solemaß an einer  Anzahl von Tagen. Diese Solemenge aus einem Brunnen wurde also dem Sülzhaus im festgelegten Zeitraum zugeleitet. 
Ein Siedejahr rechnete man mit 361 Tagen vom 10. Januar bis 13. Dezember (Gedenktag der heiligen Lucia) und wurde in 13 Fluten zu 26 Tagen geteilt. Von jeder Flut musste ein Chor Salz entrichtet werden. Ein Prälatenchor hatte somit 13 Chor. Die Flut war eine sogenannte Rentenlieferung. Diese Renten sind schon seit dem Jahr 13. Jahrhundert bekannt. Der Pflichtanteil für den Pfannenbesitzer musste als erstes gesiedet werden.
Eine Salzsiedepfanne ergab pro Flut sechs Chor Salz. Die Hälfte durfte sich der Siedemeister nehmen. Mit drei Chor Salz konnte eine Pfanne mit Rente belastet werden. 
Über die Flut hinaus Gesiedetes konnten die Pächter vom Siedemeister kaufen.